# ATP Challenger Prag-2
Das ATP Challenger Prag (offizieller Name: Advantage Cars Prague Open) ist ein Tennisturnier in Prag, das in der Saison 2014 zum ersten Mal ausgetragen wurde. Es ist Teil der ATP Challenger Tour und wird im Freien auf Sand ausgetragen.

## Liste der Sieger

### Einzel
| Jahr | Sieger                 | Finalgegner          | Ergebnis       |
| ---- | ---------------------- | -------------------- | -------------- |
| 2025 | Filip Misolic          | Guy den Ouden        | 6:4, 6:0       |
| 2024 | Jiří Veselý            | Gauthier Onclin      | 6:2, 3:6, 7:63 |
| 2023 | Dominic Stricker       | Sebastian Ofner      | 7:67, 6:3      |
| 2022 | Pedro Cachín           | Lorenzo Giustino     | 6:3, 7:64      |
| 2021 | Tallon Griekspoor      | Oscar Otte           | 5:7, 6:4, 6:4  |
| 2020 | Stan Wawrinka          | Aslan Karazew        | 7:62, 6:4      |
| 2019 | Mario Vilella Martínez | Tseng Chun-hsin      | 6:4, 6:2       |
| 2018 | Lukáš Rosol            | Alexander Nedowessow | 4:6, 6:3, 6:4  |
| 2017 | Andrej Martin          | Yannick Maden        | 7:63, 6:3      |
| 2016 | Santiago Giraldo       | Uladsimir Ihnazik    | 6:4, 3:6, 7:62 |
| 2015 | Rogério Dutra da Silva | Radu Albot           | 6:2, 6:75, 6:4 |
| 2014 | Diego Schwartzman      | André Ghem           | 6:4, 7:5       |

### Doppel
| Jahr | Sieger                                   | Finalgegner                              | Ergebnis          |
| ---- | ---------------------------------------- | ---------------------------------------- | ----------------- |
| 2025 | Denys Moltschanow Matěj Vocel            | David Pichler Jurij Rodionov             | 7:63, 6:3         |
| 2024 | Jakob Schnaitter Mark Wallner            | Jiří Barnat Jan Hrazdil                  | 6:3, 6:1          |
| 2023 | Petr Nouza Andrew Paulson                | Jiří Barnat Jan Hrazdil                  | 6:4, 6:3          |
| 2022 | Nuno Borges Francisco Cabral             | Andrew Paulson Adam Pavlásek             | 6:4, 6:73, [10:5] |
| 2021 | Marc Polmans Serhij Stachowskyj          | Ivan Sabanov Matej Sabanov               | 6:3, 6:4          |
| 2020 | Pierre-Hugues Herbert Arthur Rinderknech | Zdeněk Kolář Lukáš Rosol                 | 6:3, 6:4          |
| 2019 | Ariel Behar Gonzalo Escobar              | Andrei Golubew Alexander Nedowessow      | 6:74, 7:5, [10:8] |
| 2018 | Sander Gillé Joran Vliegen               | Fernando Romboli David Vega Hernández    | 6:4, 6:2          |
| 2017 | Jan Šátral Sam Weissborn                 | Gero Kretschmer Andreas Mies             | 6:3, 5:7, [10:3]  |
| 2016 | Julian Knowle Igor Zelenay               | Facundo Argüello Julio Peralta           | 6:4, 7:5          |
| 2015 | Wesley Koolhof Matwé Middelkoop          | Sjarhej Betau Michail Jelgin             | 6:4, 3:6, [10:7]  |
| 2014 | Toni Androić Andrei Kusnezow             | Roberto Maytín Miguel Ángel Reyes Varela | 7:5, 7:5          |